# Église Saint-Saulve de Montreuil
De Église Saint-Saulve de Montreuil is een kerk aan het Gambetta-plein in Montreuil-sur-Mer. Oorspronkelijk was het de kerk van een abdij die werd gebouwd in de 11e eeuw.

## Geschiedenis
De abdij van Saint-Saulve in Montreuil-sur-Mer werd gebouwd in de 12e eeuw op de plaats van het klooster dat was gewijd aan Saint Walloy (Saint Guénolé de Landévennec) en werd gesticht in 926. Toen de Noormannen Frankrijk binnenvielen, vluchtten de monniken van Landévennec (Bretagne) naar Montreuil, waar ze bescherming ontvingen van Helgaudus van Montreuil. In 1111 werden de stoffelijke resten van Saint-Saulve naar de abdij gebracht en de naam van de abdij werd gewijzigd in abdij Saint-Saulve.
In 1467 stortte het gebouw in door een zware aardbeving. Na de herbouw staken de legers van keizer Karel V in 1537 de kerk in brand, wat overbleef waren het portiek van de klokkentoren en de basis van de linkertoren, het schip en de zijbeuken en de Notre-Damekapel. Na 1467 werd de ingang onder de toren met beeldhouwwerk versierd. Tot in de 17e eeuw werd de kerk herbouwd, het schip werd met een lager gewelf opgetrokken maar het transept en het koor werden niet herbouwd. In 1791 werd op de klokkentoren nog een lantaarn gebouwd (architect Claud Brunion).
Na de Franse Revolutie werden de meeste kerken in de omgeving gesloten, de Saint-Saulve werd aangewezen als de enige parochie binnen de muren van de stad. Op de gaanderij onder de toren werd een orgel geplaatst afkomstig uit de Église-Notre-Dame van Darnétal, die was gesloten. Dit orgel werd meerdere malen veranderd, waardoor het origineel grotendeels verloren ging, in 1970 werd het geheel in originele stijl gerestaureerd. Het orgel heeft 26 stemmen, drie klavieren en een pedaal.
In 1793 bij de vernielingen die volgden op de revolutie werd de schatkamer van de kerk volledig verwoest. In de loop der jaren ontving de kerk allerlei relikwieën, onder andere uit de abdij Sainte-Austreberthe in Montreuil, oorspronkelijk afkomstig uit Pavilly. Hierdoor heeft de kerk nu een van de belangrijkste schatten van sacrale kunst van Noord-Frankrijk.
Op 12 december 1910 werd de kerk aangewezen als monument historique.

## Beschrijving
Het kerkgebouw ligt aan de Place Gambetta en is vrij groot (ca. 76 × 20 m). De plattegrond was die van een kruisbasiliek met een schip en twee beuken, het koor ligt tegenover de plompe toren. Door de vele ver- en herbouwactiviteiten is de kerk qua stijl niet te benoemen, de belangrijkste stijlperiodes zijn de 13e, 15e, 16e en 19e eeuw. Het bouwwerk is opgetrokken uit kalk-oöliet (uit het naburige Marquise) en baksteen, het rijk versierde entreeportaal ligt onder de toren aan de westzijde, aan de zuidzijde van de toren is de zogenaamde kosterswoning gebouwd.
De toren is 27 meter hoog en heeft vier klokken, de grootste dateert van vóór de revolutie van 1789 en is eigendom van de burgerlijke gemeente. In de timpaan van de entree is Christus in Zijn Majesteit afgebeeld met de maagd Maria en de engel Gabriël.
Het schip heeft 8 traveeën en is 41 meter lang en 10 meter breed, de hoogte onder het gewelf is 12,5 meter (oorspronkelijk 17,5 meter). Ongeveer op de plaats van het oorspronkelijke transept is aan de noordzijde een kleine kapel gebouwd, in het midden van de noordgevel is een zij-ingang. Het dak wordt gedragen door twee rijen van elk acht zware achtkantige zandstenen pilaren die de afscheiding vormen tussen het schip en de beide zijbeuken. Op het dak van het schip, ter plaatse van de vijfde travee, bevindt zich een kleine klokkentoren die geen klok meer bevat.
Achter de kerk ligt de Jardin Presbytère waar vroeger het transept en het koor waren. In de jaren 1991-1992 en 2011-2013 zijn daar uitgebreide opgravingen gedaan naar de resten van de oorspronkelijke abdij.

## Kerkschat

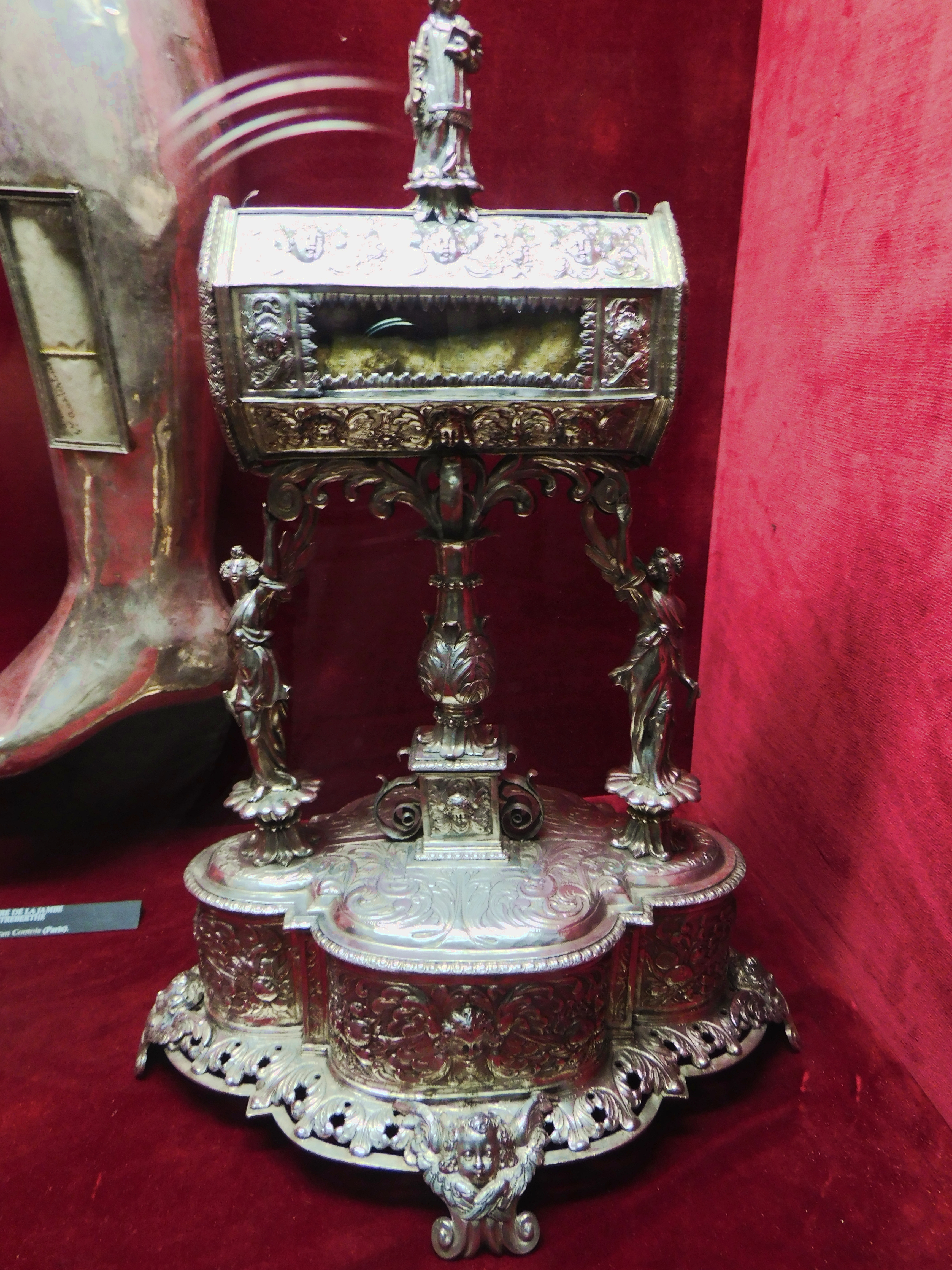
Relikwie van de heilige Laurentius, zilver gedreven en gezaagd

De kerkschat omvat onder andere ongeveer vijftig reliekhouders afkomstig uit de abdijen van St. Austreberthe, St. Saulve en andere plaatsen. De waardevolste zijn:
- Een voorstelling van een geëmailleerd graf versierd met figuren van monniken, het bevat een deel van de kaak van Lupus van Troyes (Saint Leu).
- Een graf in gehamerd zilver, met een afbeelding van de heilige Austreberthe de Pavilly, bekroond door engelen.
- Een zeshoekige klokkentoren in verguld koper, gedragen op een voet die het hoofd van Austreberthe bevat.
- De been-reliekschrijn van Saint Austreberthe (zilveren laars met bot).
- De staf genaamd Staf van Sainte Julienne de Pavilly, (dienstmeisje van de abdes van Pavilly, later abdes, ~750, naamdag 11 oktober), de staf behoorde oorspronkelijk toe aan Sainte-Austreberthe, de eerste abdis van Pavilly.

## Afbeeldingen

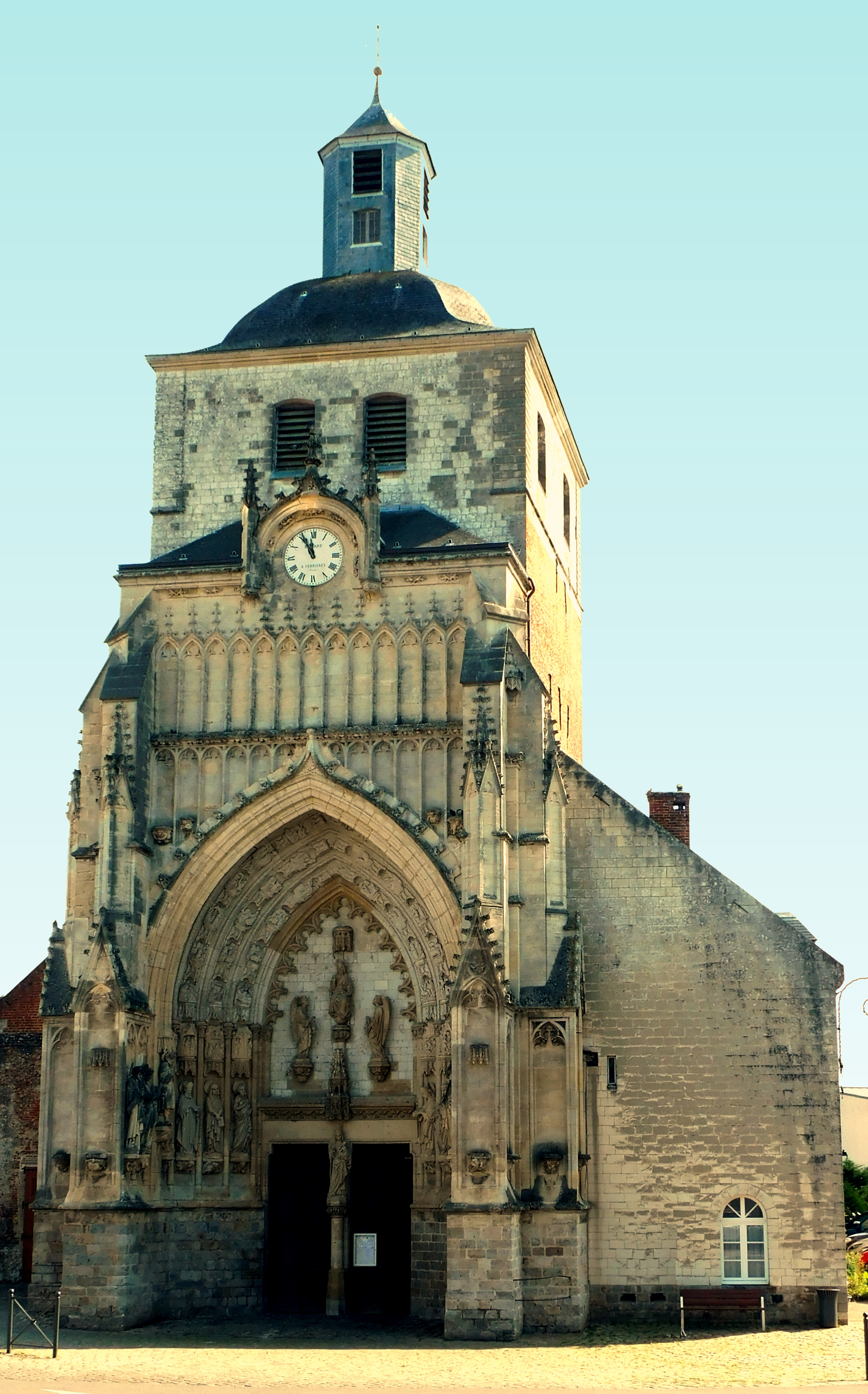
Église Saint-Saulve de Montreuil
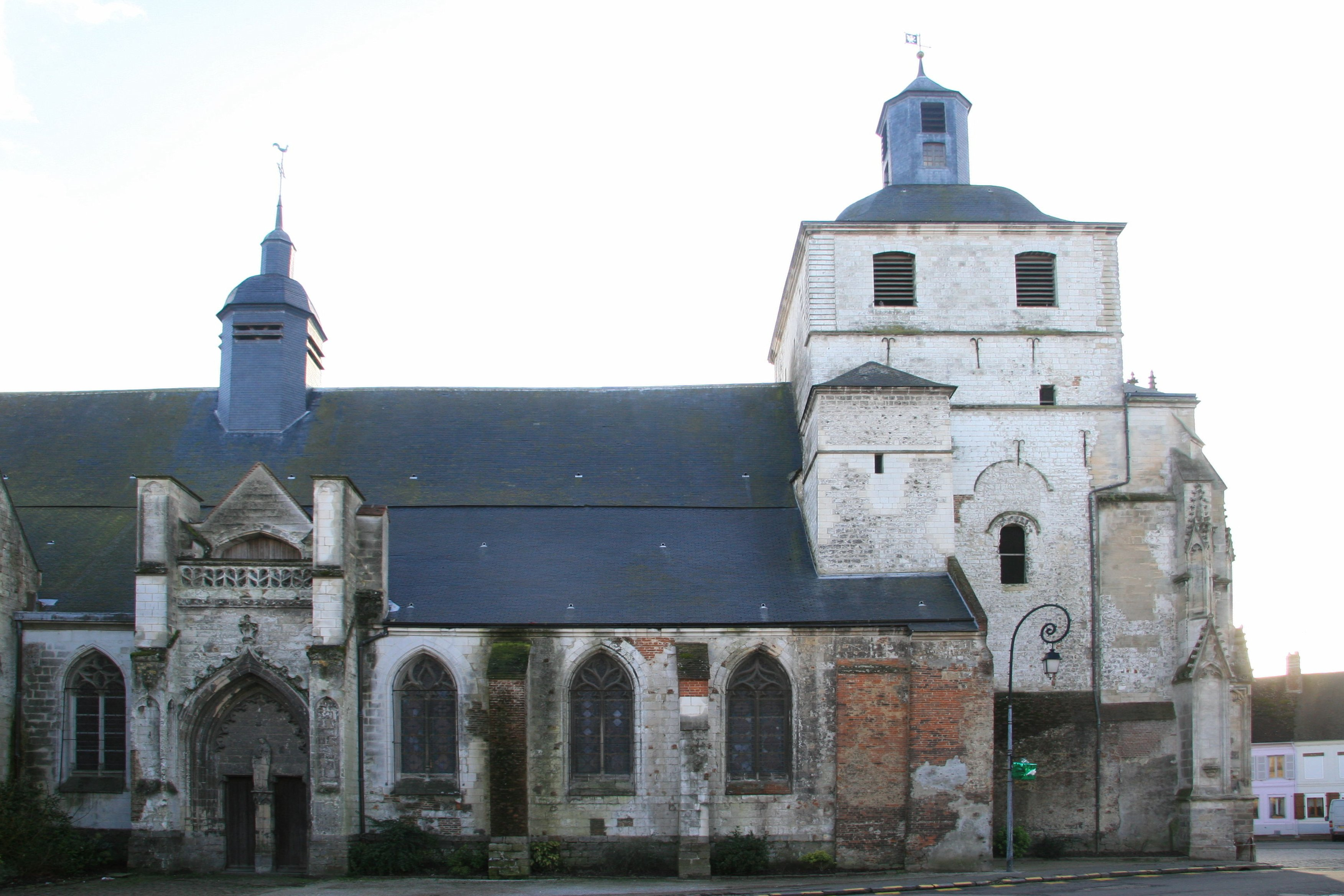
Noordgevel
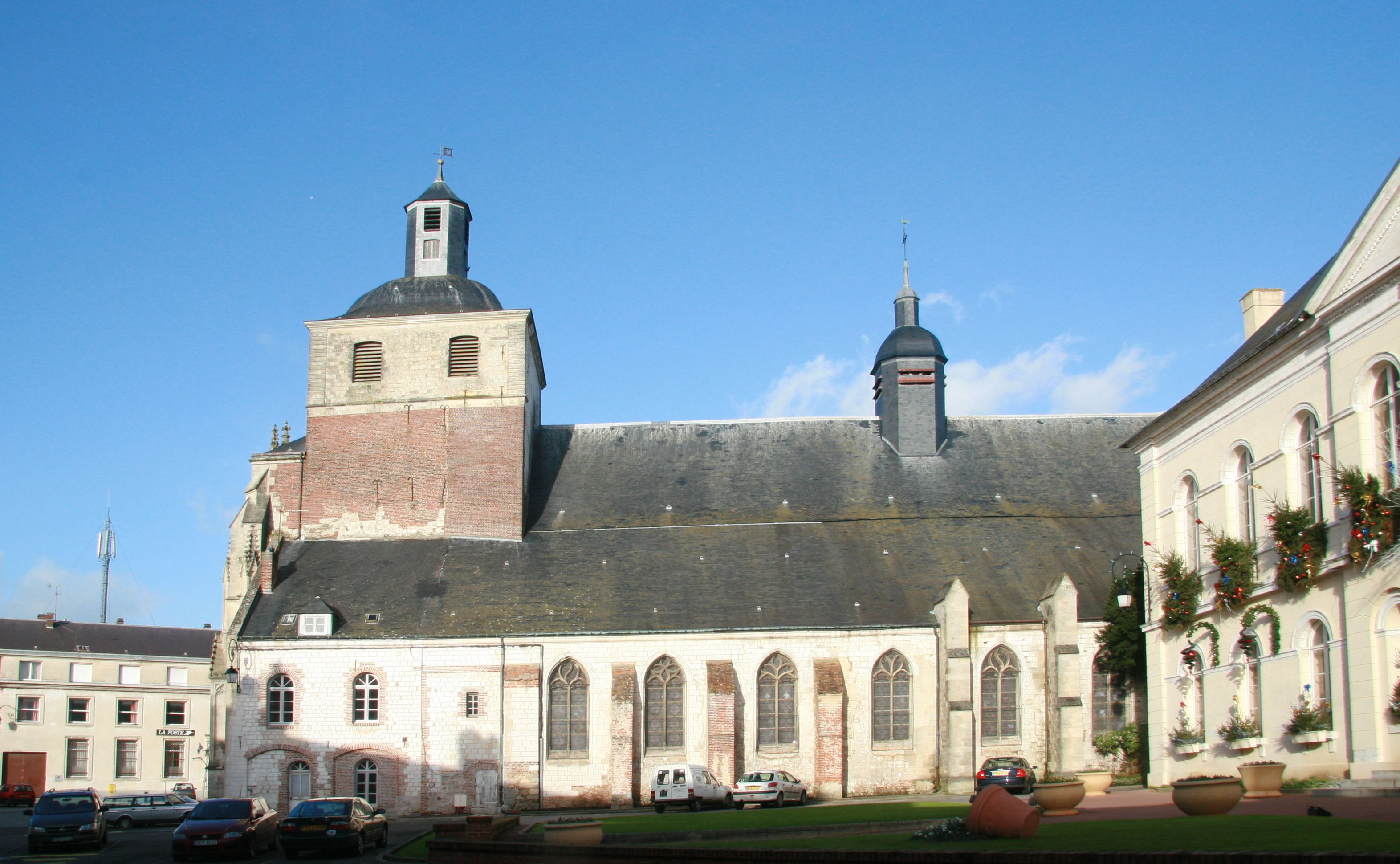
Zuidgevel
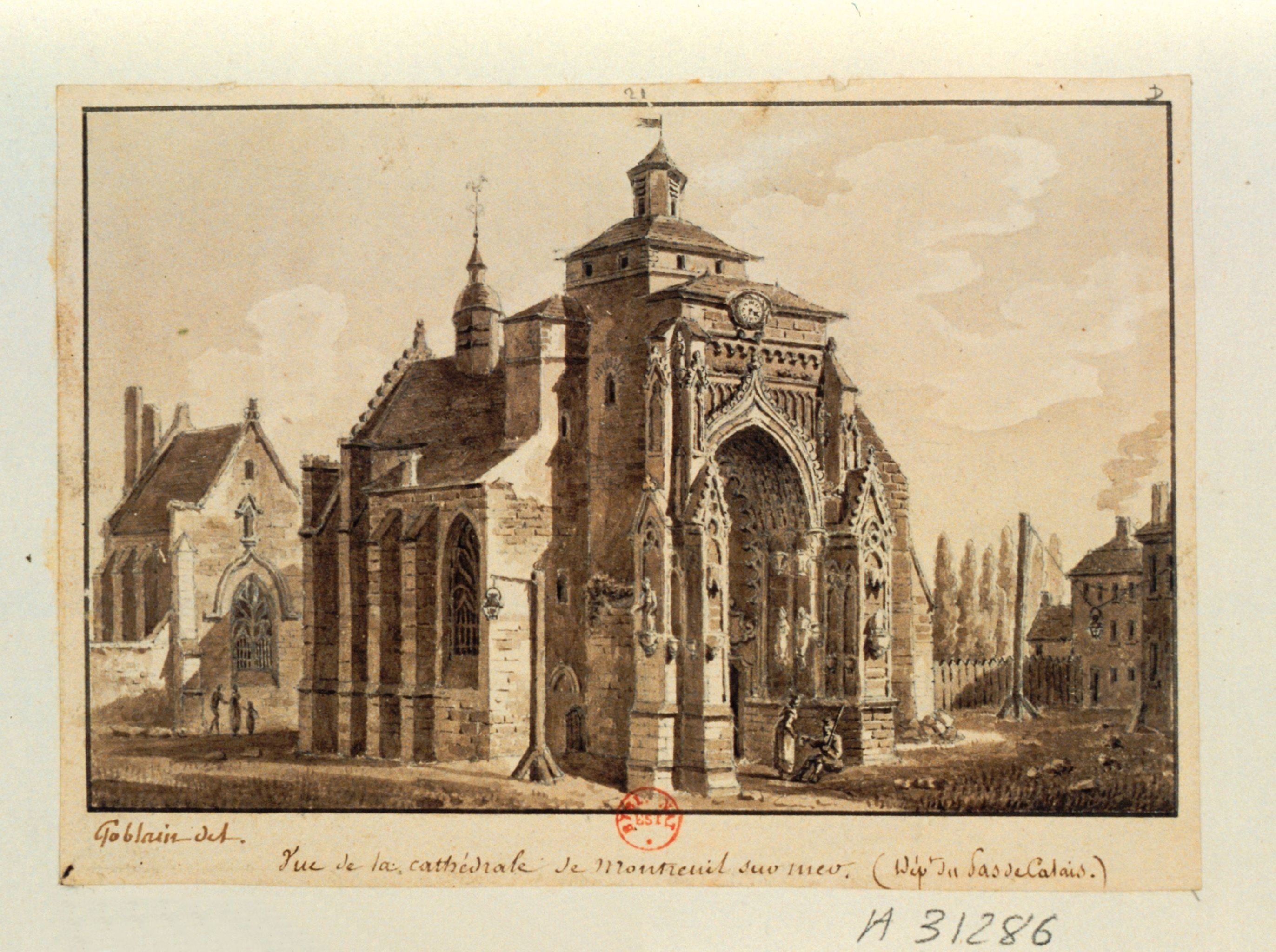
De kerk in 1817
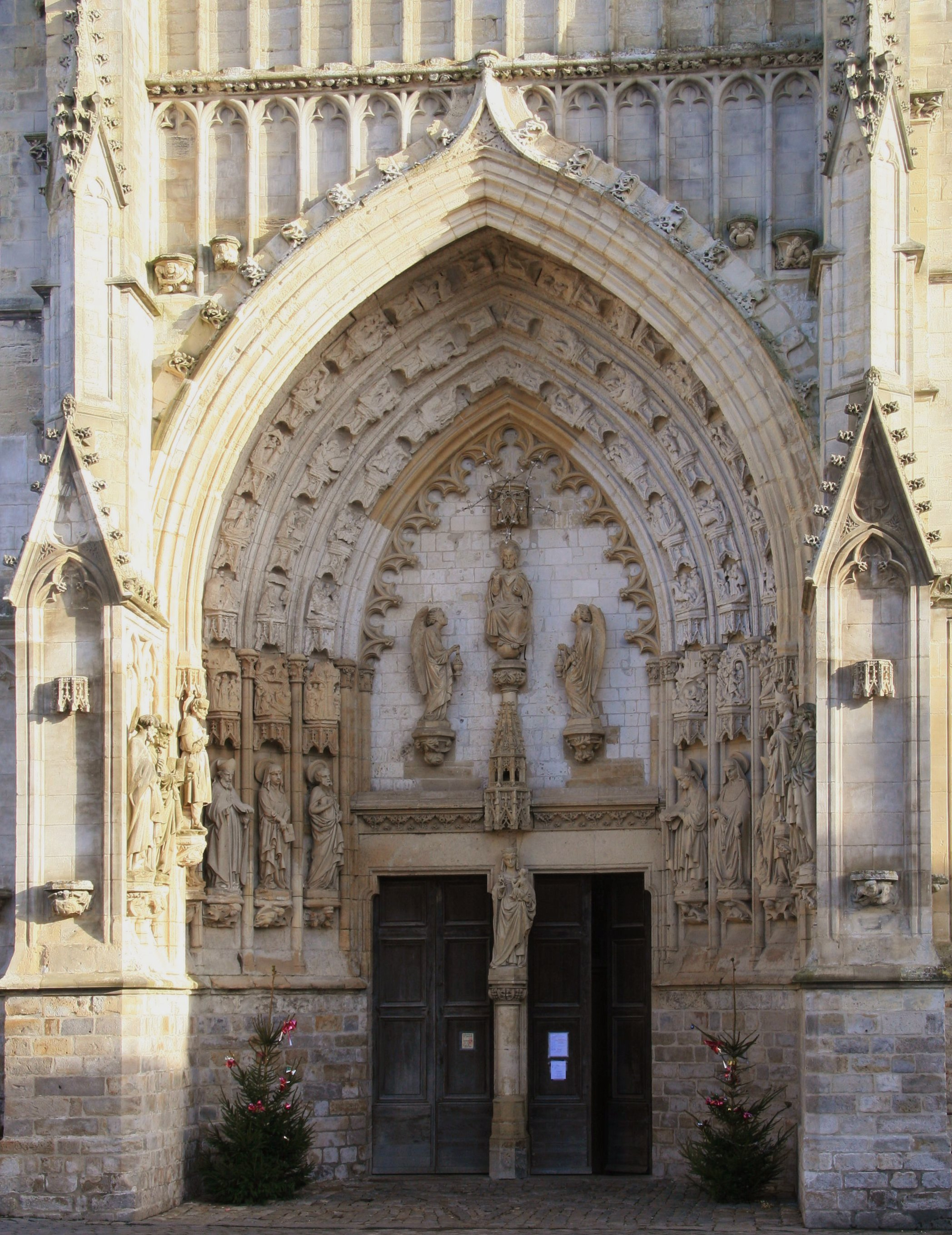
Portaal
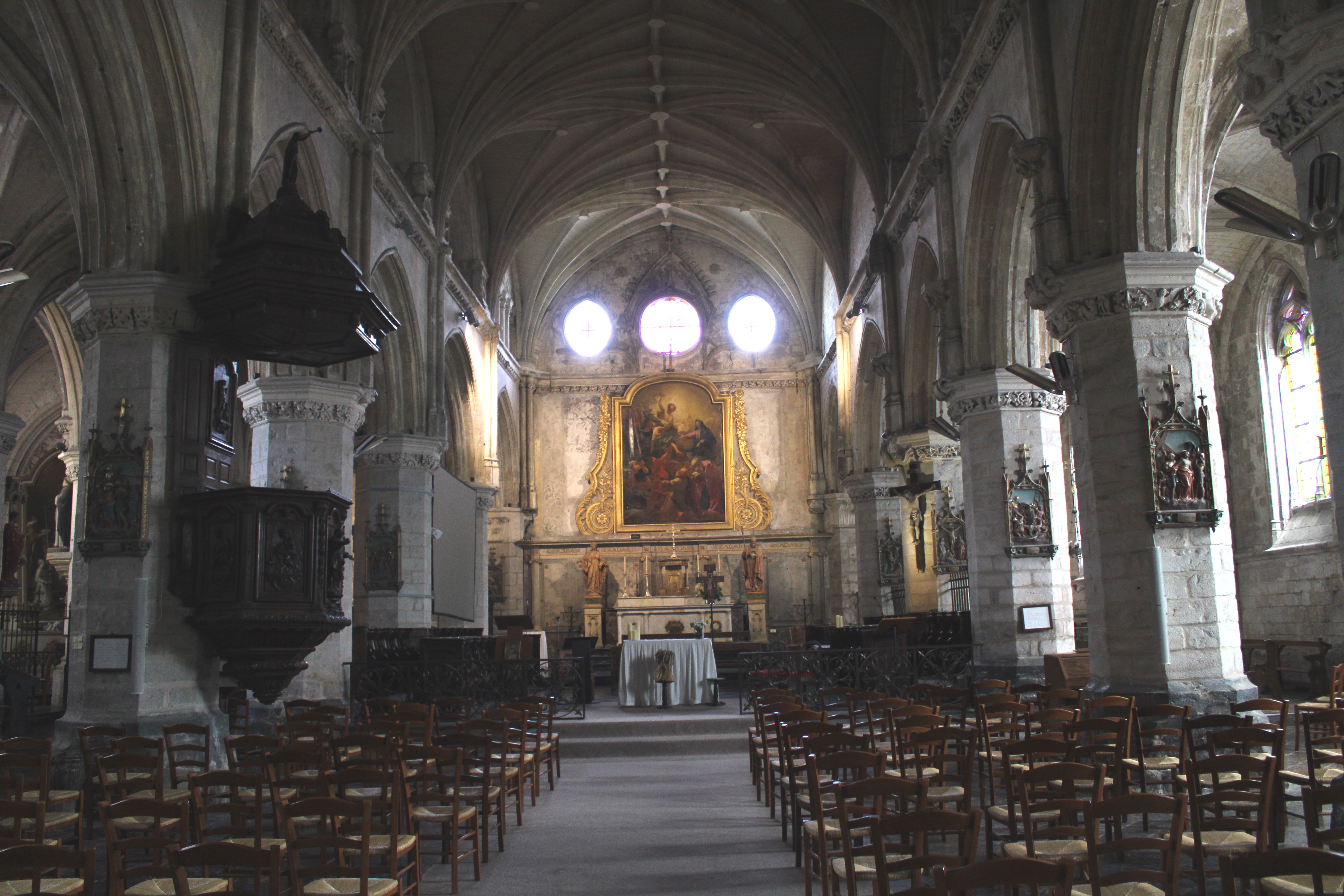
Schip
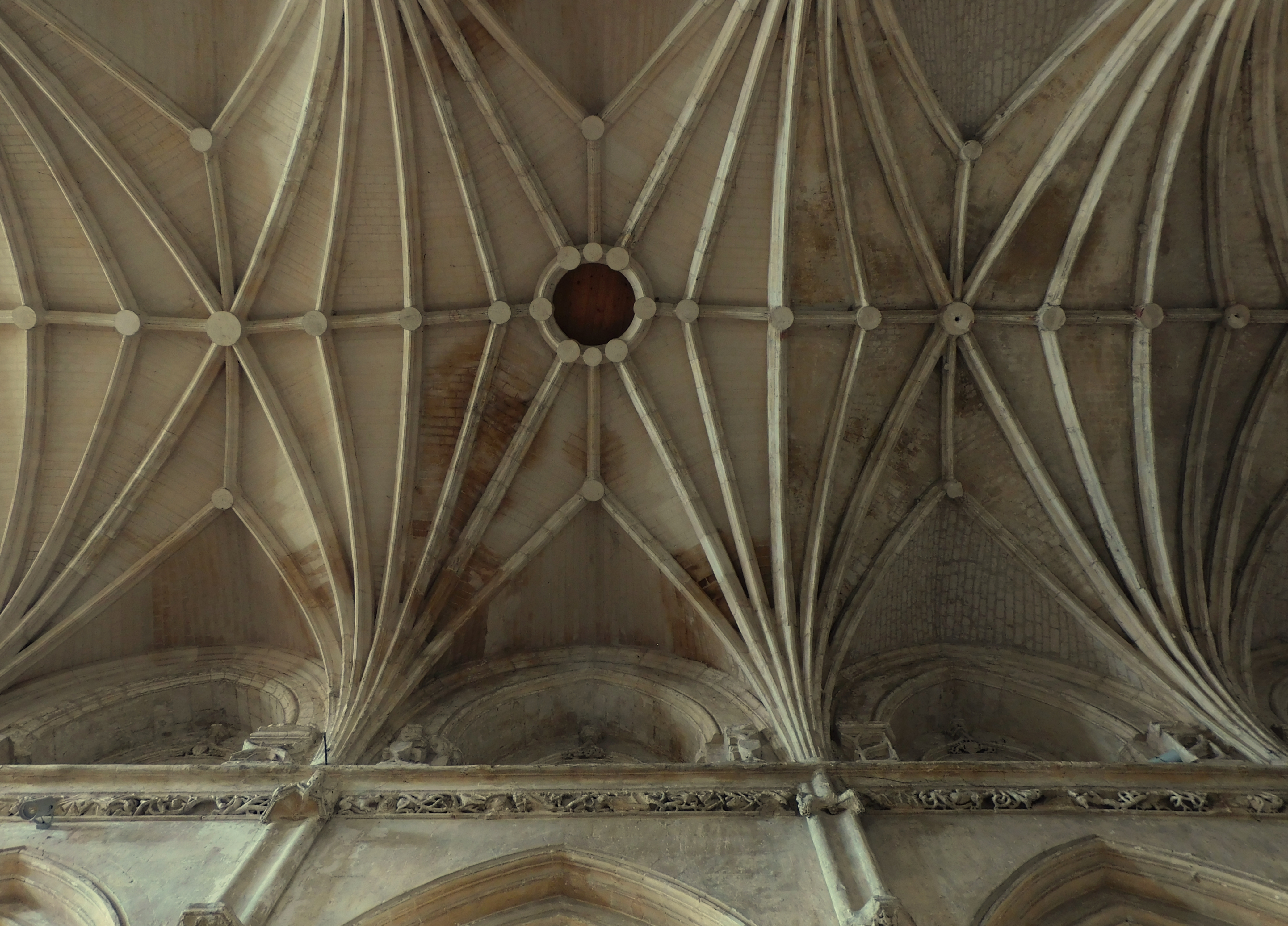
Gewelf van het middenschip
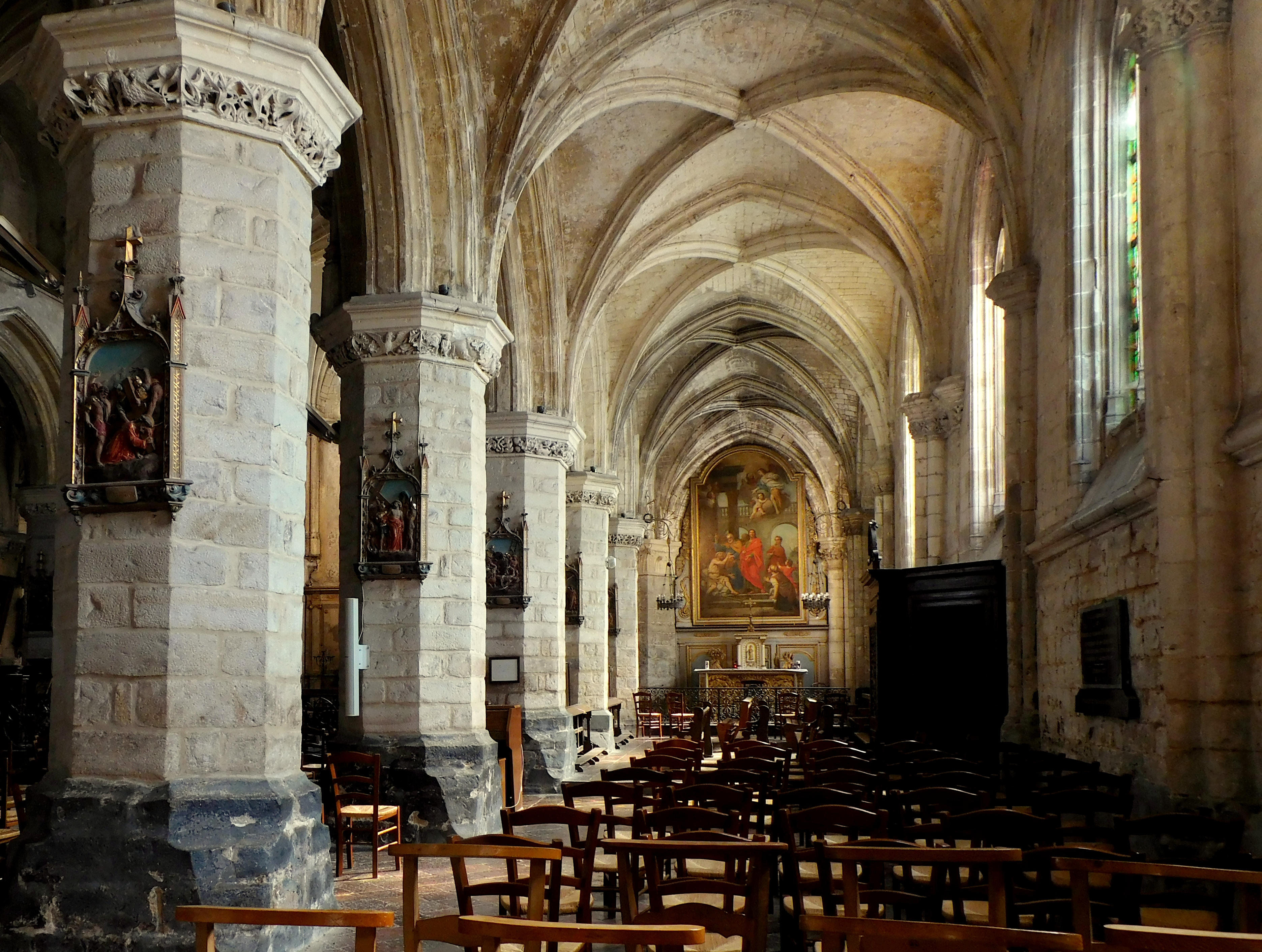
Zuidbeuk
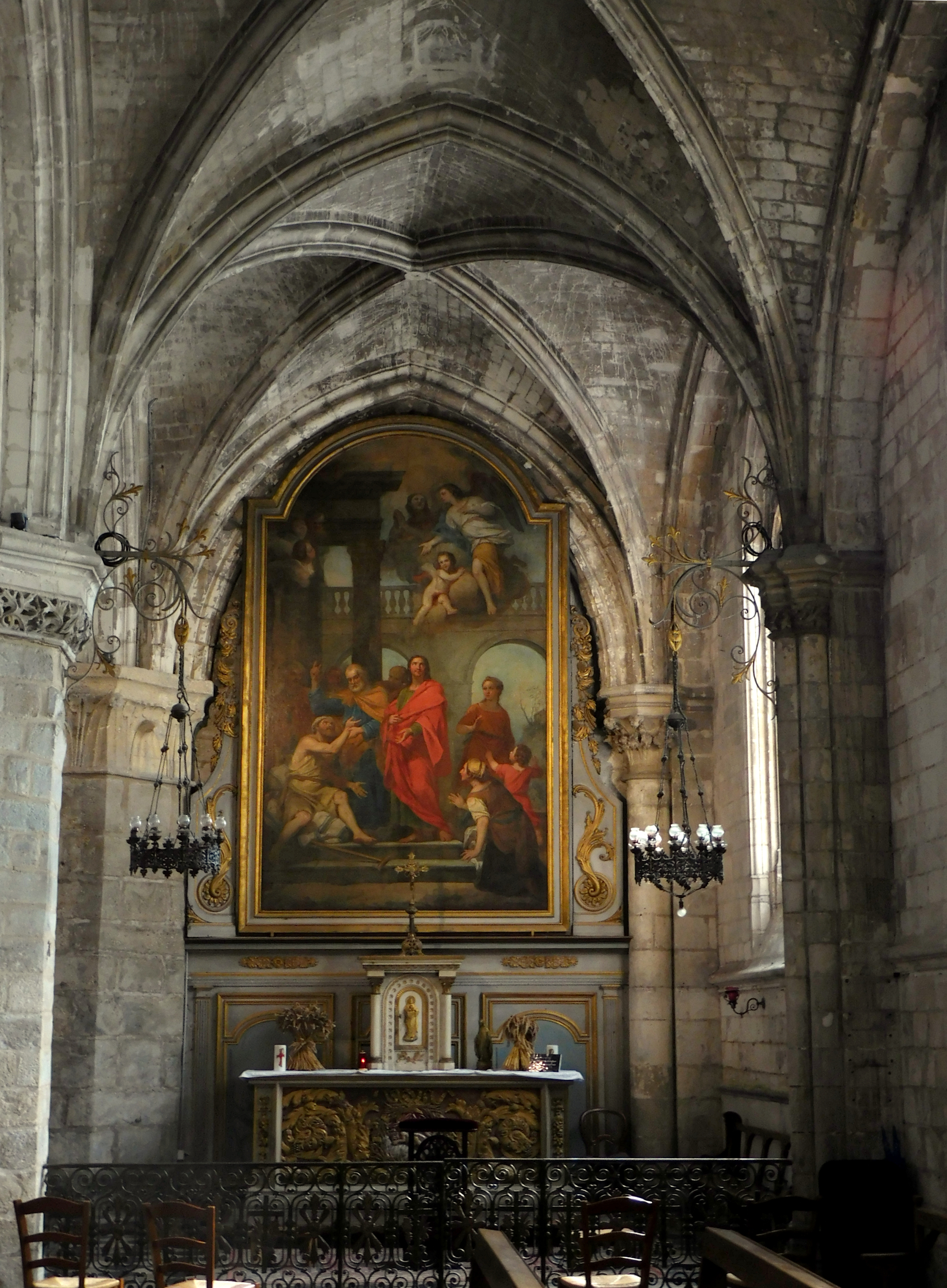
Altaar in de zuidbeuk
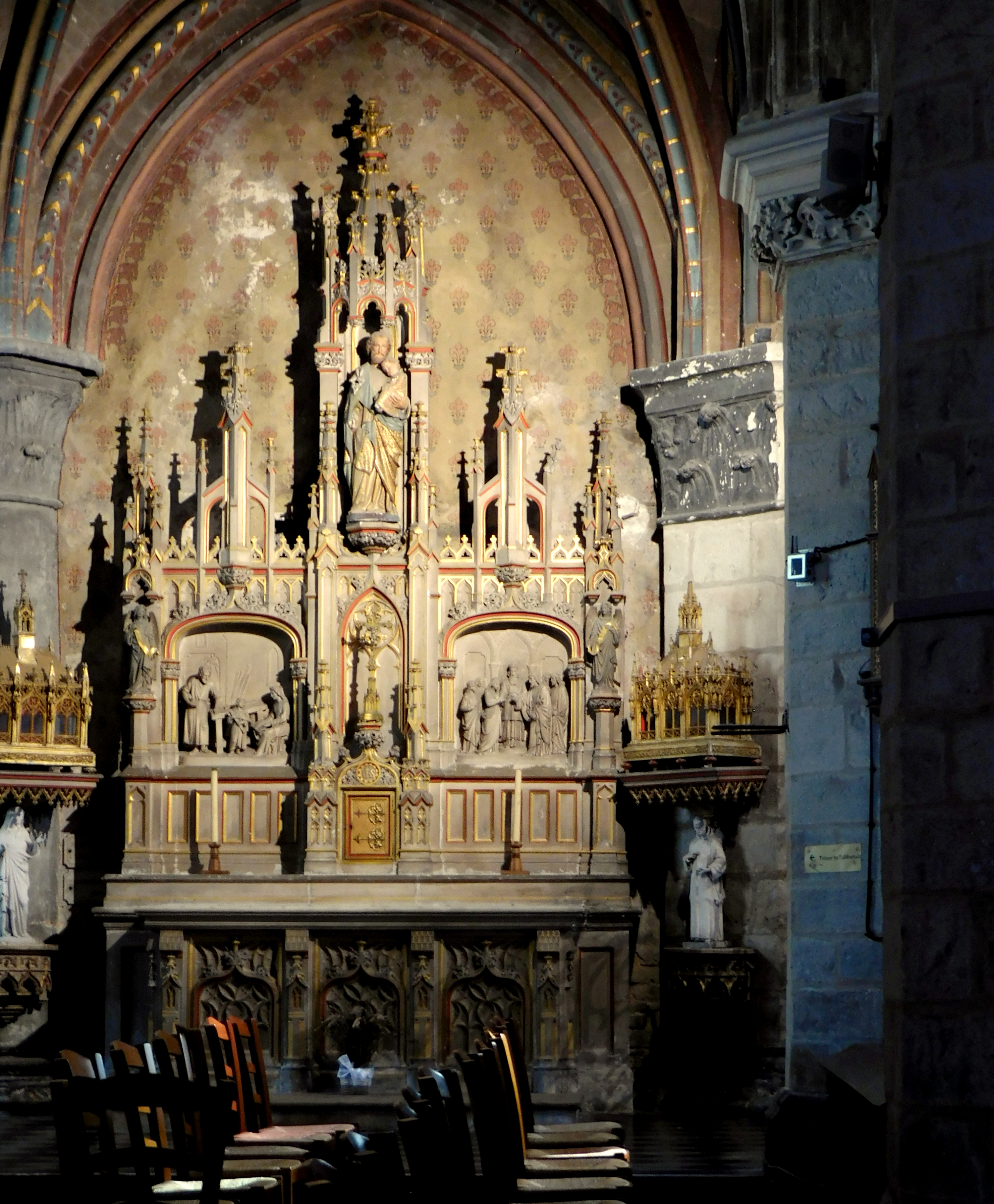
Altaar in de noordbeuk
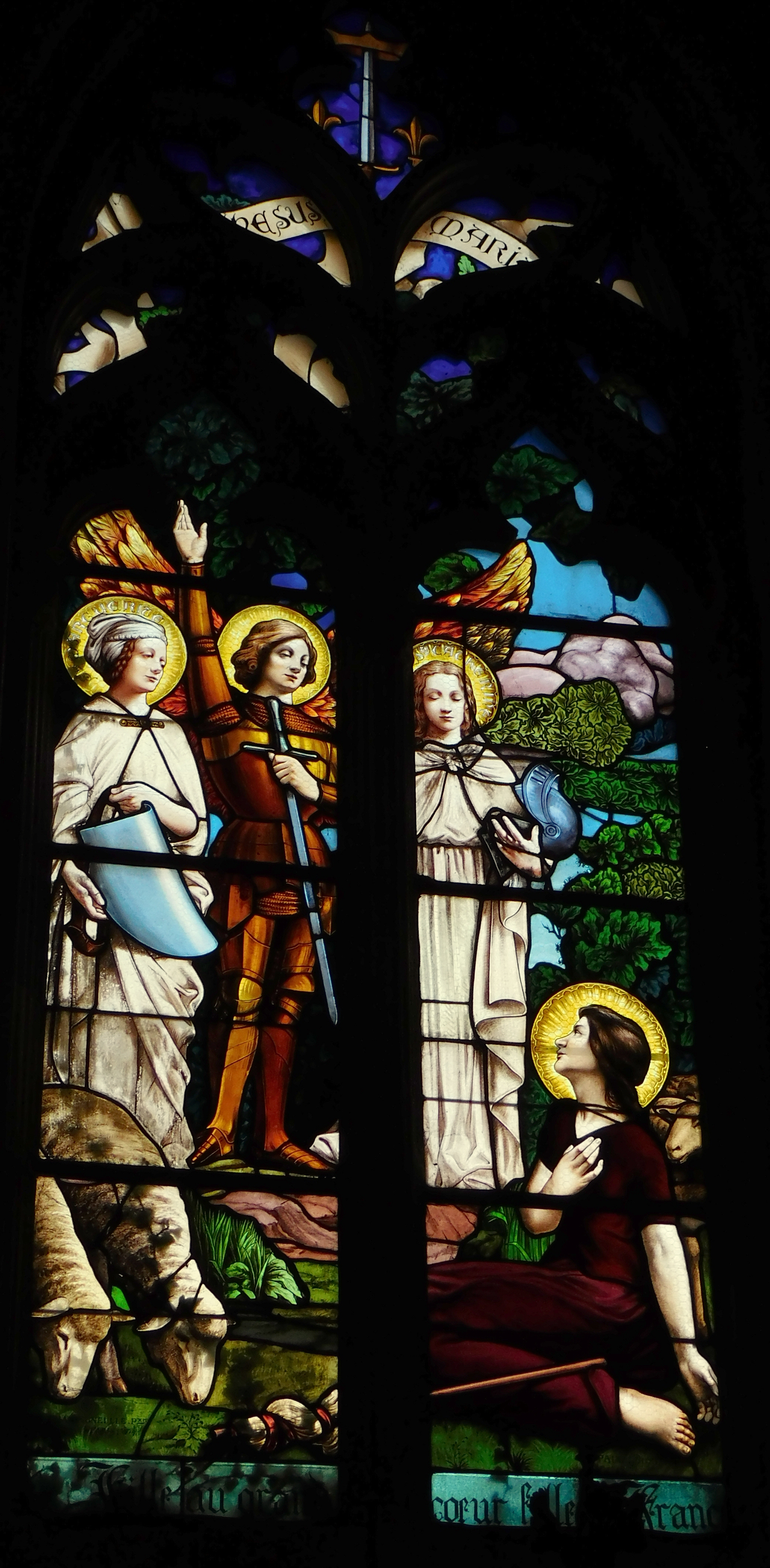
Glas-in-loodraam
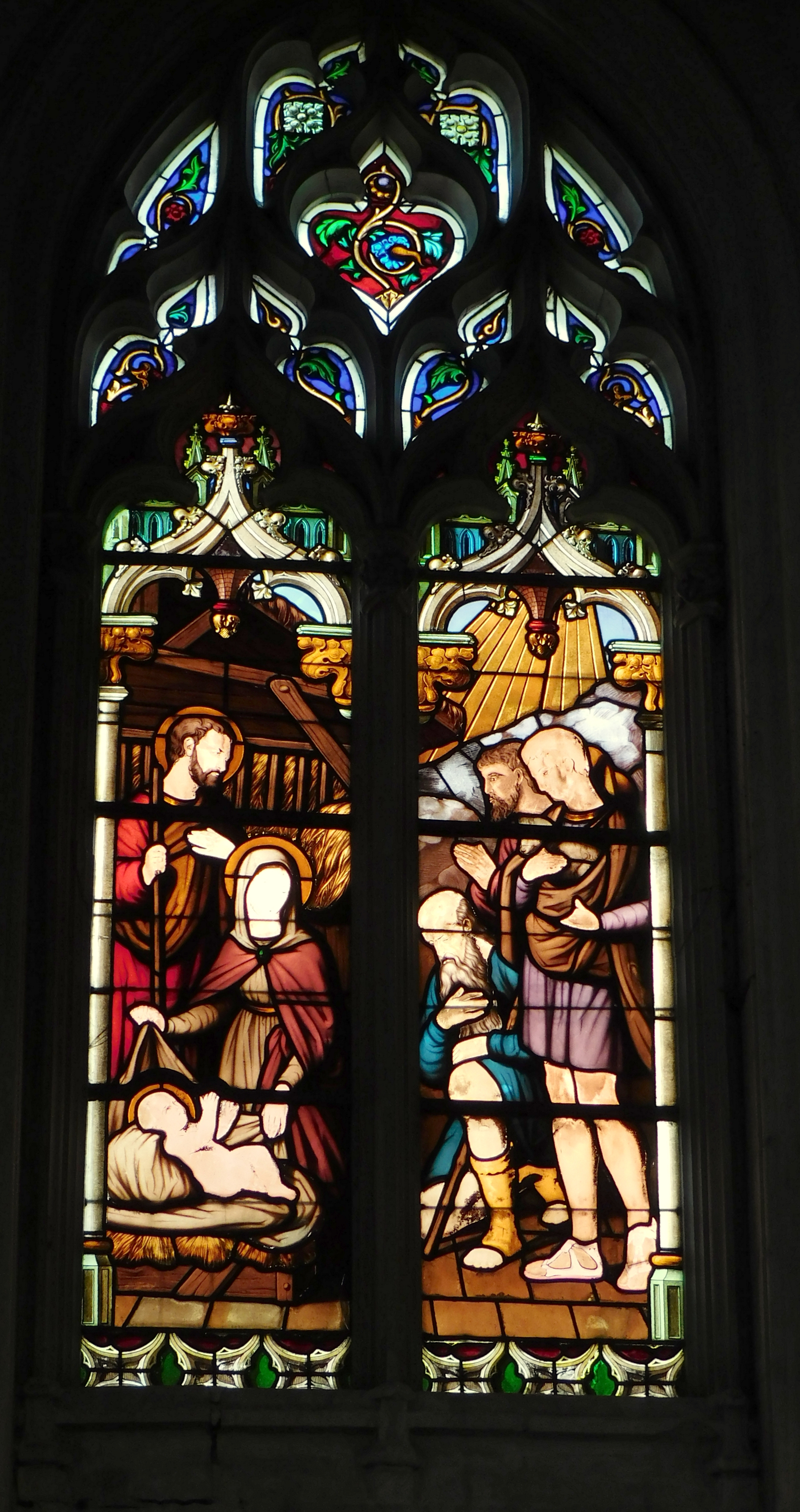
Glas-in-loodraam
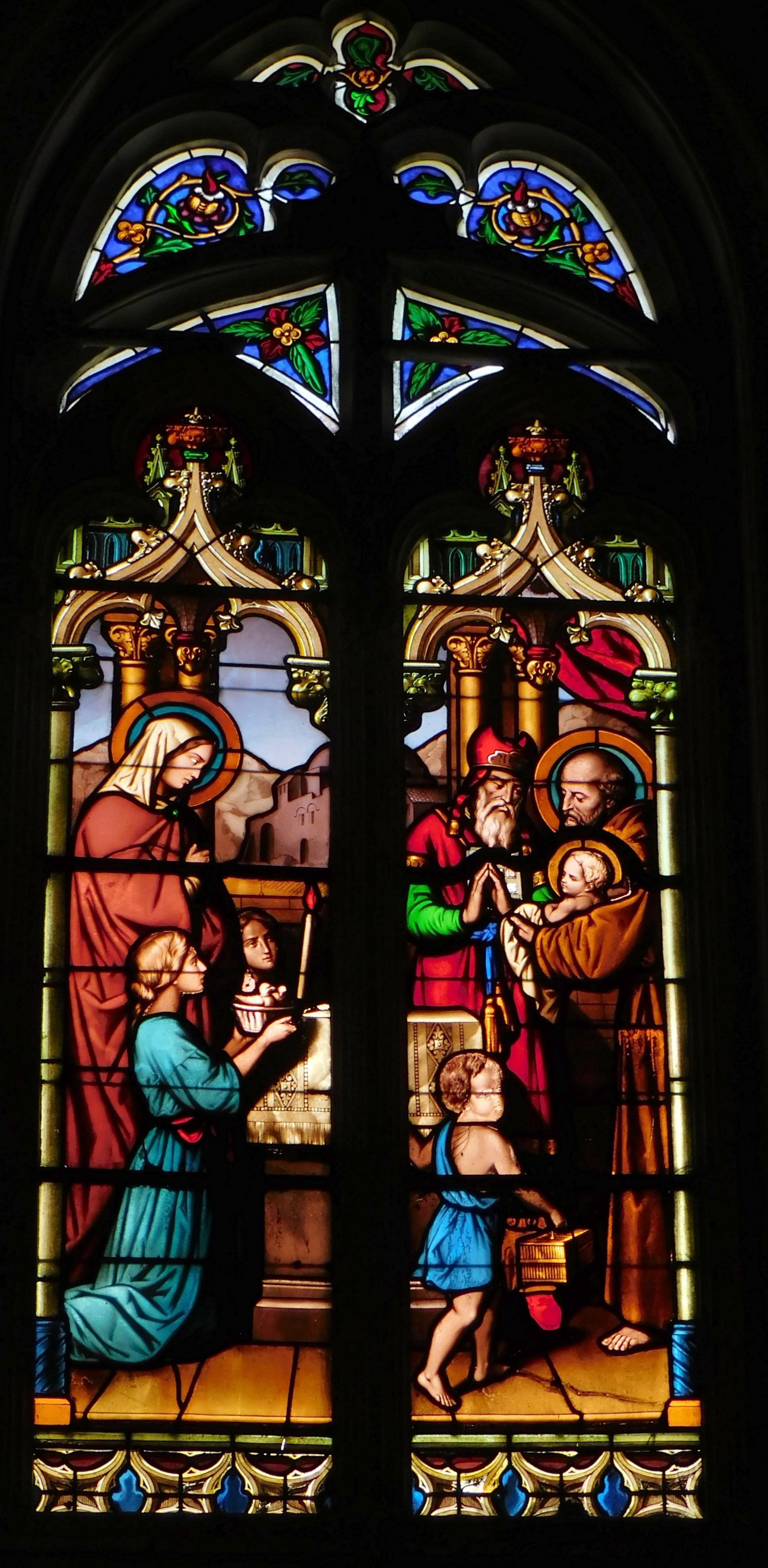
Glas-in-loodraam
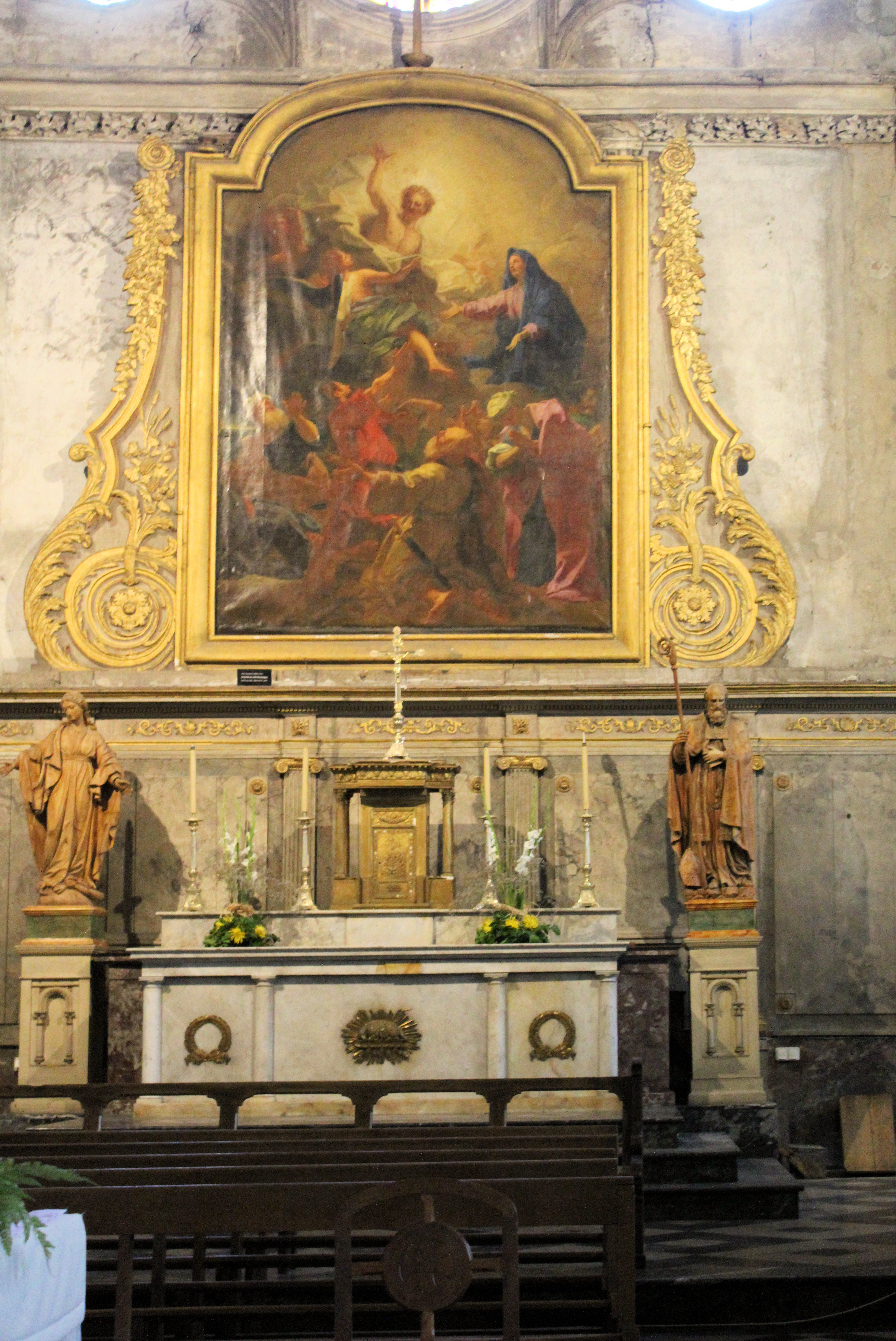
Hoogaltaar
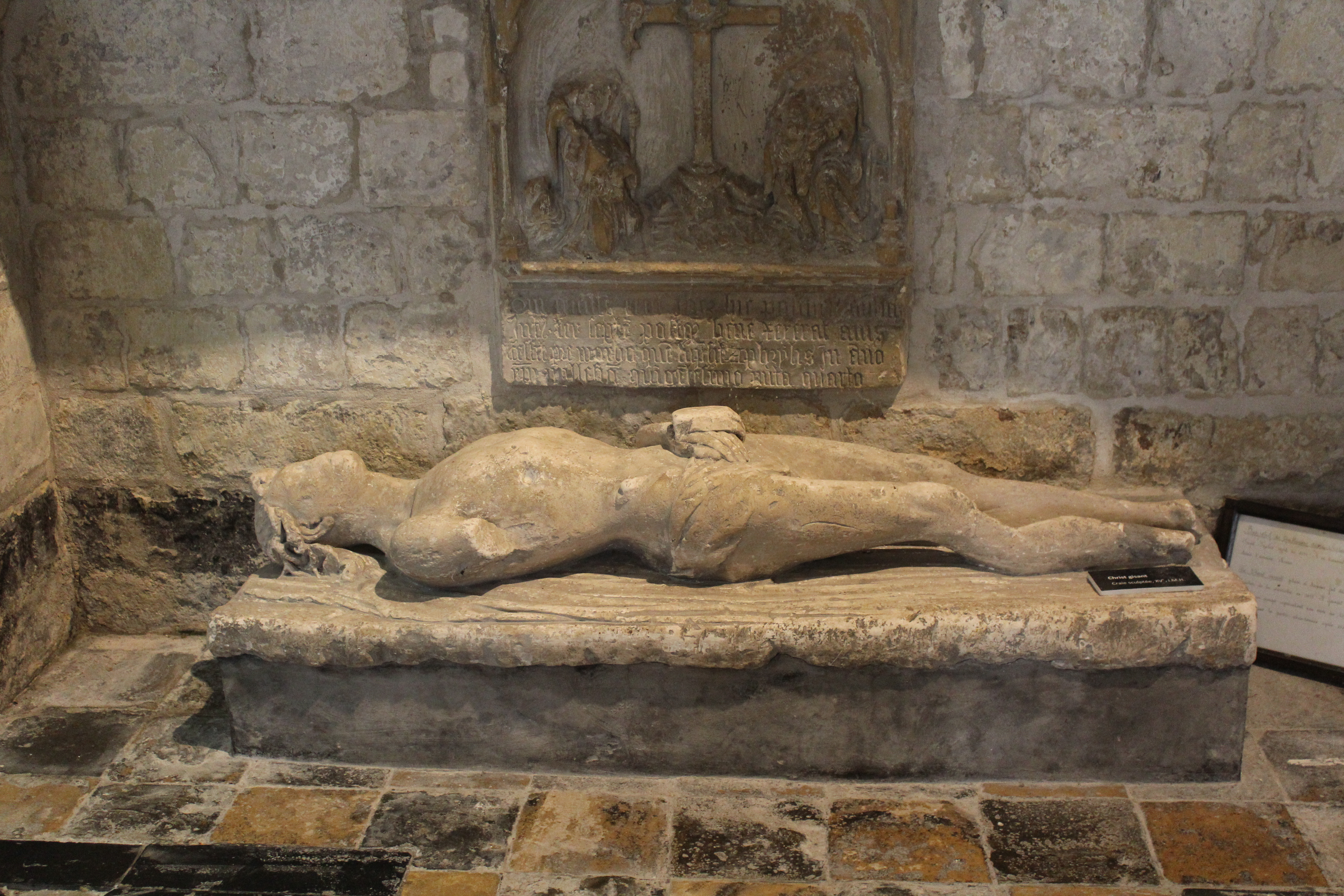
Graf, kalk beeldhouwwerk 15e eeuw
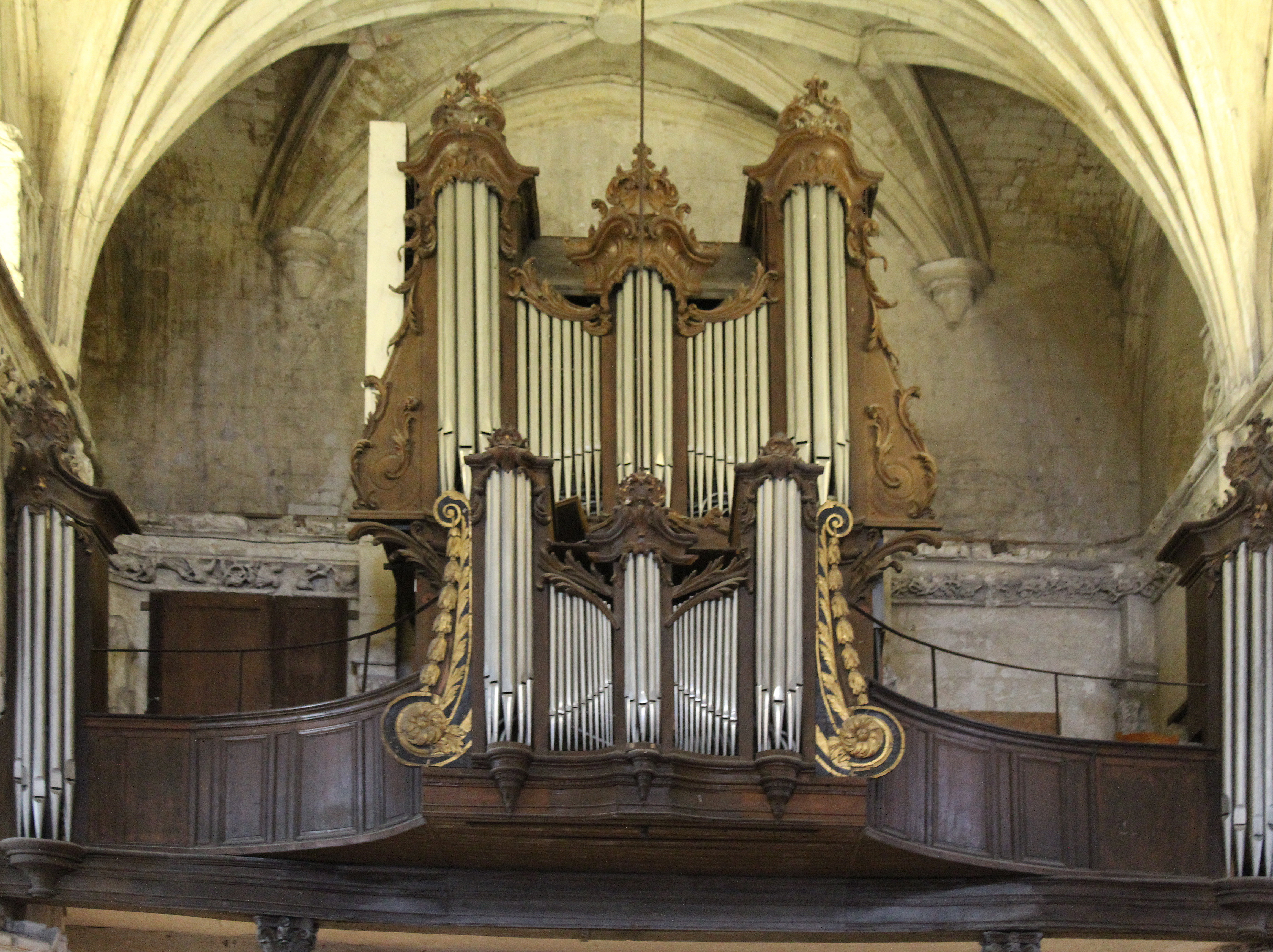
Orgel